# Globulariopsis pumila
Globulariopsis pumila är en flenörtsväxtart som beskrevs av O.M. Hilliard. Globulariopsis pumila ingår i släktet Globulariopsis och familjen flenörtsväxter. Inga underarter finns listade i Catalogue of Life.